# Ganghoferbrücke

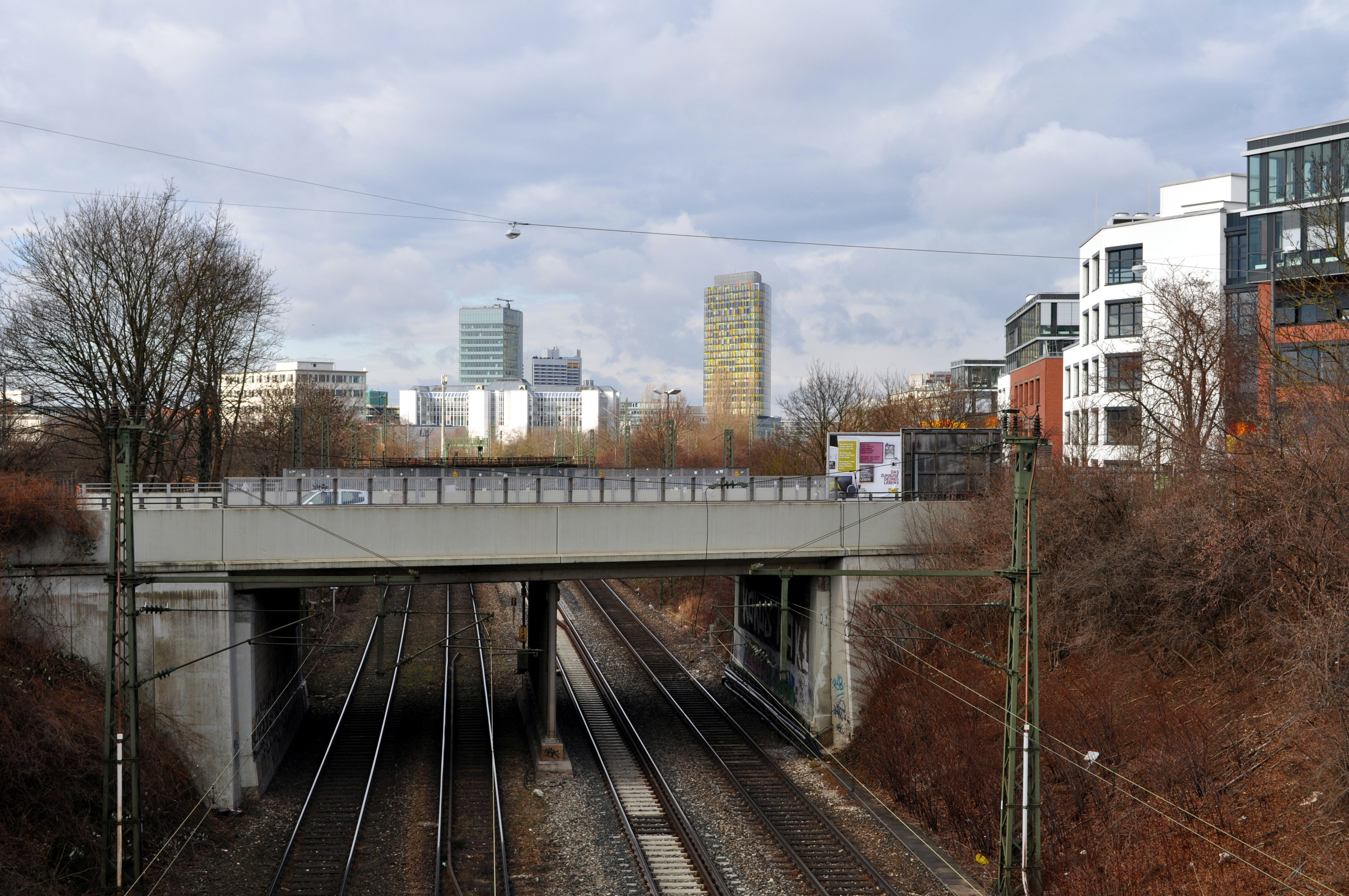
Die Ganghoferbrücke fotografiert von Osten

Die Ganghoferbrücke ist eine zweispurige Straßenbrücke in München. Sie verfügt an beiden Seiten über Geh- und Fahrradwege. Die Brücke liegt am Übergang der Grenze zwischen den Stadtbezirken Schwanthalerhöhe und Sendling-Westpark und verläuft im Zuge der namensgebenden Ganghoferstraße. Sie quert die etwa fünf Meter tieferliegende Eisenbahntrasse der Bahnstrecken München–Rosenheim und München-Laim–München Süd. Es handelt sich um eine Balkenbrücke mit zwei Beton-Widerlagern sowie einer Mittelunterstützung aus Stahl. Der Oberbau besteht aus Stahl und Beton; die Länge beträgt rund 18 Meter.
Ein Vorgängerbau wurde hier zum Ende des 19. Jahrhunderts errichtet, nach dem Zweiten Weltkrieg wurde die Brücke so umfangreich saniert und verbreitert, dass die Arbeiten einem Neubau gleichkamen. Etwa 100 Meter südlich befindet sich im Straßenverlauf die Bushaltestelle „Ganghoferbrücke“. Hier halten Fahrzeuge der Linien 53 und 134.
Eine 2005 erbaute, an der Bushaltestelle befindliche, die Ganghoferstraße querende Fahrrad- und Fußgängerbrücke (Teil des Max-Hirschberg-Weges), wird mitunter ebenfalls als Ganghoferbrücke bezeichnet. Unter deren Brückenrampen befinden sich Künstlerateliers.